# یکی از ساکنان شهر
یکی از ساکنان شهر (انگلیسی: A Resident of the City) یک فیلم کوتاه به کارگردانی احمد الشریف است که در سال ۲۰۱۱ منتشر شد.